# Obrazárna

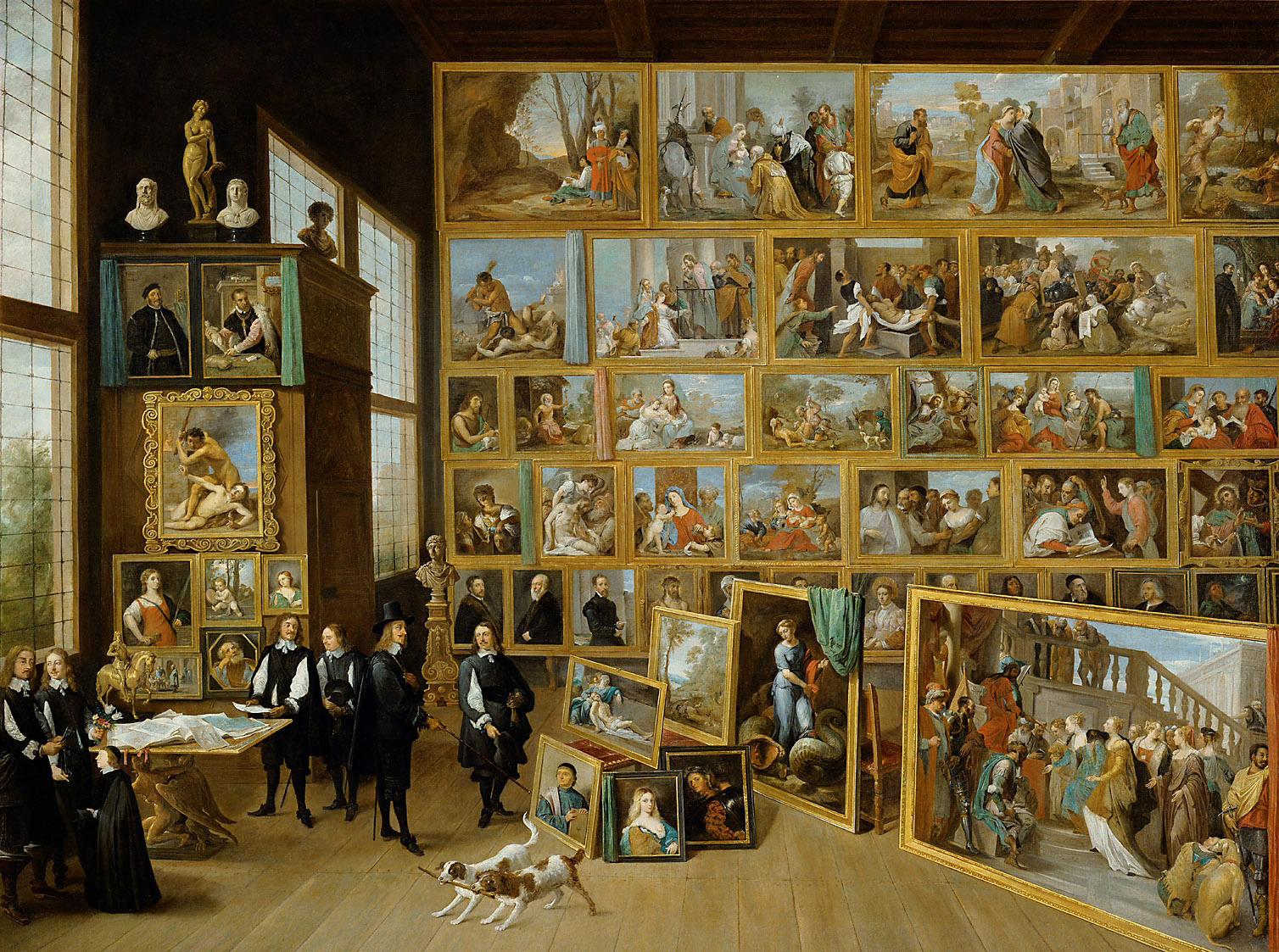
David Teniers: Obrazárna arcivévody Leopolda Viléma v Bruselu

Obrazárna je sbírka obrazů. Zpravidla bývá instalována v sále či několika místnostech, které slouží jako veřejný nebo soukromý výstavní prostor. V historii vznikaly obrazárny zprvu jako portrétní galerie rodu,  obvykle v palácích, zámcích či hradech, stálá reprezentativní galerie obrazů. Některé světové obrazárny se postupně rozšířily a osamostatnily, většinou mají statut muzea. 

## Vymezení pojmu
Galerie a obrazárna jsou synonyma. Mnohé obrazárny jsou zároveň galeriemi. Galerie má širší rozsah pojmu, bývá sbírkou (mnohdy prodejní výstavou) umění, zahrnující obrazy, sochy a další umělecké předměty. Obrazárna je více historický termín, podle Josefa Jungmanna to je místo, kde se obrazy chowají jednotná expozice obrazů vycházela i z praxe, obrazy se dříve instalovaly těsně vedle sebe (tzv. rám na rám) a na jiné exponáty v nich nebylo místo. Již ve starověkém Řecku bylo malířství považováno za vznešené umění, zatímco sochařství bylo pro fyzickou námahu sochaře řazeno mezi řemesla.  Proto se preferovalo označení obrazárna, i když se tam vystavovaly také jiné umělecké předměty, (například Obrazárna Společnosti vlasteneckých přátel umění v Praze). Obrazárna tedy primárně sloužila pro vystavování obrazů v reprezentačních prostorách. Galerie byla označením pro chodbu nebo sál, v nichž visely obrazy, (například Rudolfova galerie na Pražském hradě). 
V současnosti téměř všechny veřejně přístupné obrazové sbírky instalované na stěnách sálů či místností bývají pravidelně doplněny sochami, plastikami či jinými uměleckými exponáty a nazývají se galerie, nebo dokonce muzeum a galerie. K výjimkám patří historické sbírky a instalace v historických interiérech.

## Nejznámější české obrazárny
- Obrazárna Pražského hradu, v Praze na Hradčanech
- Obrazárna Strahovského kláštera, v Praze na Strahově
- Moravská galerie v Brně
- Národní galerie (Šternberský palác)
- Obrazárna zámku Kroměříž
- Galerie hlavního města Prahy
- Kolowratská obrazárna na zámku v Rychnově nad Kněžnou
- Lobkovická obrazárna na zámku v Nelahozevsi
- Nostická obrazárna - většinou převzata do Národní galerie, dvě desítky drobných obrazů instalovány v Nostickém paláci v Praze, přístupná jen jednou ročně

## Nejznámější evropské obrazárny
Francie
- Louvre v Paříži

Itálie
- Gallerie dell'Accademia v Benátkách
- Galleria degli Uffizi ve Florencii
- Národní galerie starého umění v Římě

Německo
- Gemäldegalerie Berlin
- Galerie starých mistrů ve Zwingru v Drážďanech
- Stará pinakotéka v Mnichově

Rakousko
- Albertina ve Vídni
- Belvedere ve Vídni

Rusko
- Ermitáž v Rusku, v Petrohradu
- Treťjakovská galerie v Rusku, v Moskvě

Slovensko
- Slovenská národní galerie v Bratislavě

Španělsko
- Prado v Madridu